# Liste der Kirchen in Graz
Die Liste der Kirchen in Graz ist eine Auflistung und Kurzbeschreibung von etwa 60 katholischen, fünf evangelischen, zwei koptisch-orthodoxen und einem altkatholischen Kirchengebäude im Grazer Stadtgebiet. Die insgesamt mehr als 60 Sakralbauten wurden zwischen dem 14. und dem 20. Jahrhundert erbaut. Der Grazer Dom ist die Kathedrale der Diözese Graz-Seckau.

## Legende
Die nachfolgende Liste ist folgendermaßen aufgebaut:
- Name: Enthält den Namen der Kirche.
- Bezirk: Gibt an, in welchem Grazer Stadtbezirk sich der Kirchenbau befindet.
- Pfarre: Enthält die Information, von welcher Pfarre die jeweilige Kirche Pfarrkirche ist.
- Baustil: Nennt den Baustil des jeweiligen Sakralbaus.
- Besonderheiten: Gibt einen kurzen Überblick über die Besonderheiten der jeweiligen Kirche. Der Rest ist dann im jeweiligen Artikel nachlesbar.
- Bild: Zeigt ein Bild der dargestellten Kirche.

## Bestehende Kirchengebäude
| Name                                                 | Bezirk             | Pfarre                        | Baustil                                                                                  | Besonderheiten | Bild |
| ---------------------------------------------------- | ------------------ | ----------------------------- | ---------------------------------------------------------------------------------------- | --- | ---- |
| Antoniuskirche                                       | I. Innere Stadt ⊙  |                               | Gotik mit barocker Innenausstattung                                                      | Die Antoniuskirche steht an jener Stelle, an der im Jahr 1600 die Verbrennung von 10.000 protestantischen Büchern und Schriften abgehalten wurde. Das Gebäude gehörte ursprünglich zum Kapuzinerkloster und wurde ab 1786 zu einer psychiatrischen Anstalt. Seit 1913 befindet sich in den Räumlichen das Steirische Volkskundemuseum. |      |
| Dreifaltigkeitskirche                                | I. Innere Stadt ⊙  |                               | Italienischer und steirischer Barock                                                     | Die Frontfassade der Dreifaltigkeitskirche ist durch monumentale Säulen, ein Kranzgesims und einem Halbkreisgiebel mit seitlichen Voluten geprägt. Der Sakralbau besitzt keinen Turm und ist im Besitz der Grazer Schulschwestern. Am Standort der Kirche befand sich früher der Grazer Stadtgraben. |      |
| Grazer Dom                                           | I. Innere Stadt ⊙  | Graz-Dom                      | Spätgotik und barocke Innenausstattung                                                   | Der Bau der Kirche wurde von Kaiser Friedrich III. in Auftrag gegeben, der auch die Grazer Burg errichten ließ. Der Grazer Dom ist dem heiligen Ägydius geweiht und zählt zu den kunst- und kulturhistorisch bedeutendsten Bauwerken der Steiermark. Nach der Ernennung der Kirche im Jahr 1786 zum Bischofssitz erfolgte die Erhebung in den Rang einer Domkirche. An der südlichen Außenfassade des Langhauses befindet sich das Fresko des Landplagenbildes vom Maler Thomas von Villach. |      |
| Franziskanerkirche                                   | I. Innere Stadt ⊙  | Graz-Maria Himmelfahrt        | Gotik                                                                                    | Die Franziskanerkirche ist Bestandteil des Franziskanerklosters. Sie steht auf einer ehemaligen Insel, die zwischen der Mur und einem Seitenarm bestand. Das erklärt auch die schräge Ausrichtung des Grundrisses im Vergleich zu den parallel zum Fluss ausgerichteten Nachbarsbauten. |      |
| Katharinenkirche und Mausoleum                       | I. Innere Stadt ⊙  |                               | Manierismus                                                                              | Das Mausoleum zählt zu den bedeutendsten manieristischen Bauwerken in Österreich. Es ist gleichzeitig die Grabstätte Kaiser Ferdinands II. und der größte Mausoleumsbau der Habsburger. |      |
| Grazer Stadtpfarrkirche                              | I. Innere Stadt ⊙  | Graz-Hl. Blut                 | Haupthalle im Stil der Bettelordengotik mit barocker Fassade                             | Eine Besonderheit ist die Darstellung von Adolf Hitler und Benito Mussolini an der Seite der Peiniger Christi auf dem Glasfenster im Chor. Es wurde vom Künstler Albert Birkle gestaltet und führte zu einem Skandal. |      |
| Stiegenkirche                                        | I. Innere Stadt ⊙  |                               | Barock auf gotischen Fundamenten                                                         | Die Stiegenkirche befindet sich im ältesten Teil von Graz am Fuße des Schlossberges. Die Kirche selbst ist nur durch einen ihr namensgebenden Stiegenaufgang von der Sporgasse zugänglich. |      |
| Leonhardkirche                                       | II. St. Leonhard ⊙ | Graz-St. Leonhard             | Spätgotischer Bau mit barocker Fassade und modernem Anbau                                | An der Stelle der Leonhardkirche befand sich eine romanische Vorgängerkirche. Neben der Grazer Kernstadt war am Standort der Kirche ein Meierhof namens Guntarn angesiedelt, eine der ältesten Siedlungen im Grazer Umland. Von 1959 bis 1962 wurde ein moderner Erweiterungsbau zur Kirche hinzugefügt. |      |
| Herz-Jesu-Kirche                                     | II. St. Leonhard ⊙ | Graz-Herz-Jesu                | Historismus im Stil der Backsteingotik                                                   | Der aus Graz stammende Baumeister Georg von Hauberrisser war auch der Architekt des Münchner Rathauses. Die Herz-Jesu-Kirche besitzt den dritthöchsten Kirchturm in Österreich und ist gleichzeitig das höchste Grazer Bauwerk. |      |
| Heilandskirche                                       | II. St. Leonhard ⊙ |                               | Romantischer Historismus                                                                 | An der Stelle der Heilandskirche befand sich früher das erste evangelische Betshaus in Graz. Der Kirchenbau ist das einzige Beispiel des romantischen Historismus in Graz. |      |
| Leechkirche                                          | III. Geidorf ⊙     |                               | Frühe Gotik                                                                              | Die Leechkirche ist eine der ältesten Grazer Kirchen. An ihrem Standort befanden sich im 9. und 8. Jahrhundert v. Chr. Gräber der Urnenfelderkultur. Sie ist die Universitätskirche der Karl-Franzens-Universität Graz. |      |
| Grabenkirche                                         | III. Geidorf ⊙     | Graz-Graben                   | Barock                                                                                   | Viele Teile der Innenausstattung wurden aus verschiedenen Grazer Kirchen zusammengetragen. Der Tabernakel ist das einzig erhaltene Relikt aus der zerstörten Georgskirche in der ehemaligen Murvorstadt. Mit dem Bild „Verkündigung an Maria“ befindet sich eines der Hauptwerke des steirischen Barockmalers Hans Adam Weissenkircher in der Grabenkirche. |      |
| Salvatorkirche                                       | III. Geidorf ⊙     | Graz- Christus/Salvator       | Moderne                                                                                  | Die Salvatorkirche ist Teil des Seelsorgezentrums Graz-Nord. |      |
| Erlöserkirche                                        | III. Geidorf ⊙     |                               | Jugendstil                                                                               | Die Erlöserkirche ist die Anstaltskirche des LKH-Universitätsklinikums Graz. |      |
| Maria Schnee                                         | III. Geidorf ⊙     |                               | Rokoko                                                                                   | Die Kirche Maria Schnee gehört zum Gebäudekomplex des Karmelitenklosters. Sie ist eine Marienwallfahrtskirche. |      |
| Karmelitinnenkirche zum hl. Josef                    | III. Geidorf ⊙     |                               | Später Biedermeier                                                                       | Die turmlose, einschiffige Kirche ist im Klostergebäude integriert und weist mit ihrer Fassade in Richtung Grabenstraße. |      |
| Kreuzschwesternkirche                                | III. Geidorf ⊙     |                               | Neogotik Späthistorismus                                                                 | Die Kreuzschwesternkirche ist Teil des Konvents der Kreuzschwestern. Direkt gegenüber befindet sich das Sanatorium, das zur Privatklinik erweitert wurde. |      |
| Klosterkirche vom Guten Hirten                       | IV. Lend ⊙         |                               | Neogotik                                                                                 | Die Klosterkirche vom Guten Hirten ist in das 1858 gegründete gleichnamige Kloster integriert. Der Sakralbau ist der heiligen Anna geweiht. |      |
| Mariahilferkirche                                    | IV. Lend ⊙         | Graz-Mariahilf                | Barock                                                                                   | An die Mariahilferkirche ist das Kloster des Ordens der Minoriten angeschlossen, in welchem sich das Kulturzentrum bei den Minoriten mit den Minoritensälen und das Dizösanmuseum befinden. Die Kirche wurde nach den Plänen des Hochkünstlers Giovanni Pietro de Pomis erbaut. Seine Grabstätte befindet sich in den Räumlichkeiten. |      |
| Kalvarienbergkirche                                  | IV. Lend ⊙         | Graz-Kalvarienberg            | Barock                                                                                   | Die Kalvarienbergkirche ist Teil des Grazer Kalvarienberges. Die dem Heiligen Kreuz geweihte Pfarrkirche wurde im 17. Jahrhundert errichtet und ging aus der Ölbergkapelle hervor. Ihr Stifter war Kaiser Leopold I. Besonders sehenswert sind die Heilige Treppe und die Ecce-Homo-Bühne. |      |
| Barmherzigenkirche                                   | IV. Lend ⊙         |                               | Hochbarock                                                                               | Die Barmherzigenkirche wurde im 18. Jahrhundert vom Grazer Hofbaumeister Johann Stengg errichtet. Hervorstechend ist die schwingende Turmfassade, zu der es in Österreich kaum Vergleiche gibt, und die daher eine außergewöhnliche kunsthistorische Bedeutung aufweist. Das Krankenhaus der Barmherzigen Brüder, dessen Gebäude an die Kirche anschließt, war das erste Spital in Graz. |      |
| Lazaristenkirche                                     | IV. Lend ⊙         | Graz-Marienpfarre             | Historismus                                                                              | Friedrich von Schmidt, der Architekt des Wiener Rathauses, lieferte die Pläne, die vom Baumeister Karl Aichinger umgesetzt wurden. Im Zweiten Weltkrieg wurde die Kirche aufgrund ihrer Nähe zum Grazer Hauptbahnhof von Bomben stark beschädigt. Neben der Lazaristenkirche befindet sich die Kirche der Barmherzigen Schwestern. |      |
| Kirche der Barmherzigen Schwestern                   | IV. Lend ⊙         |                               | Neoromanik und Moderne                                                                   | Die Kirche der Barmherzigen Schwestern befindet sich im Innenhof des Konvents. |      |
| Kreuzkirche                                          | IV. Lend ⊙         |                               | Neorenaissance                                                                           | Besonders auffällig für einen lutherischen Kirchenbau sind die Engeldekorationen und die Emporenbemalung. Der Sakralbau wurde von einer unbekannten Spenderin aus Mecklenburg gestiftet. Als Pfarrhaus wurde das ehemalige Mühlschlössl am Rand des Grazer Volksgartens adaptiert. |      |
| St. Andrä                                            | V. Gries ⊙         | Graz-St. Andrä                | Barock mit einer Fassade im Stil der Neorenaissance                                      | Die barocke Kirche St. Andrä steht auf jenem Platz, auf welchem sich vorher eine kleine frühgotische Kirche befand. Das Gebäude wurde nach den Plänen von Archangelo Carlone errichtet. |      |
| Altersheimkirche                                     | V. Gries ⊙         | Graz-Unbefleckte Empfängnis   | Barock                                                                                   | Die der Unbefleckten Empfängnis Mariä geweihte Kirche ist Teil des Gebäudekomplexes des städtischen Geriatriezentrums und wurde im Zweiten Weltkrieg durch einen Bombenangriff stark beschädigt. In ihr befindet sich eine Marmorstatue der Immaculata, die ursprünglich Teil jener Dreifaltigkeitssäule war, die früher am Ende der Sackstraße am Hauptplatz stand und sich jetzt auf dem Karmeliterplatz befindet.                                                                         |      |
| Altkatholische Kirche                                | V. Gries ⊙         |                               | Barock                                                                                   | Im Inneren der von außen unscheinbaren Kirche befindet sich als Besonderheit eine Weihnachtskrippe in Form eines Flügelaltars. |      |
| Bürgerspitalkirche                                   | V. Gries ⊙         |                               | Spätgotischer Kirchenbau mit einer Innenraumgestaltung aus dem Spätbarock und dem Rokoko | Die Bürgerspitalkirche war früher in den Komplex des aufgelassenen Bürgerspitals in der Grazer Murvorstadt eingebunden. Nachdem das Spital von Kaiser Joseph II. aufgelöst wurde, blieb die Kirche weiter bestehen. |      |
| Welsche Kirche                                       | V. Gries ⊙         |                               | Italienischer Barock                                                                     | Gegründet wurde die Welsche Kirche von einer Bruderschaft italienischer Künstler, die sich in Graz aufhielt. Ihre Innenausstattung ist harmonisch und in barocker Theatralik gestaltet und gehört zu den qualitätsvollsten in Graz. |      |
| Kirche Don Bosco                                     | V. Gries ⊙         | Graz-Hl. Joh. Bosco           | Moderne                                                                                  | Das Pfarrzentrum und die Kirche Don Bosco sind ein ehemaliges von den Salesianern Don Boscos adaptiertes Pulvermagazin und Mautstelle. |      |
| St. Johannes                                         | V. Gries ⊙         | Graz-St. Johannes             | Moderne                                                                                  | St. Johannes ist Teil des Pfarrzentrums in der Triestersiedlung nahe dem Zentralfriedhof. |      |
| Karlauerkirche                                       | V. Gries ⊙         | Graz-Karlau                   | Barock                                                                                   | Am Hochaltar befindet sich eine Darstellung der heiligen Dreifaltigkeit vom Barockmaler Hans Adam Weissenkircher. Das Kruzifix des Kreuzaltars stammt der Legende nach aus einer Abstellkammer aus der Türkei. |      |
| Zentralfriedhofskirche                               | V. Gries ⊙         |                               | Neugotischer Backsteinstil                                                               | Ursprünglich war die Zentralfriedhofskirche vom Architekten Carl Lauzil als Einsegnungshalle konzipiert. Der erste Tote, der am Grazer Zentralfriedhof bestattet wurde, starb bei den Bauarbeiten. |      |
| Elisabethinenkirche                                  | V. Gries ⊙         |                               | Außenfassade im neoromanischen Stil und der Innenraum im Stil der Neo-Renaissance        | Die Elisabethinenkirche ist die Hauskirche des Elisabethinenspitals. |      |
| St. Lukas                                            | V. Gries ⊙         |                               | Moderne                                                                                  | Durch die Nähe zum Eggenbergergürtel, einer viel befahrenen Grazer Straße, befinden sich viele Elemente im Kirchenraum, die an den Straßenverkehr erinnern. So sind etwa das Ewige Licht am Tabernakel als Verkehrsampel und das Taufbecken als Hydrant gestaltet. |      |
| Münzgrabenkirche                                     | VI. Jakomini ⊙     | Graz-Münzgraben               | Moderne                                                                                  | Die Vorgängerkirche der Münzgrabenkirche, die Kirche St. Anna, welche im Zweiten Weltkrieg zerstört wurde, war sechs Jahre lang die Wirkungsstätte des Predigers und Schriftstellers Abraham a Sancta Clara. An den alten Kirchenbau erinnert die kleine Annakapelle. |      |
| Josefkirche                                          | VI. Jakomini ⊙     | Graz-St. Josef                | Historismus                                                                              | Der Bau der Grazer Josefskirche war sehr umstritten und zugleich eine Kampfansage gegen die Los-von-Rom-Bewegung. Die sogenannte Jubiläumskirche erinnert an das 60-jährige Priesterjubiläum von Papst Leo XIII., an das 50-jährige Jubiläum der Regentschaft Kaiser Franz Joseph I. und an das 300-jährige Jubiläum der Wiederherstellung der katholischen Religion in der Steiermark. |      |
| Kirche Christus der Auferstandene                    | VII. Liebenau ⊙    | Graz-Süd                      | Moderne                                                                                  | Die Kirche ist Teil des Seelsorgezentrums Graz-Süd. Der Glockenturm wurde erst 18 Jahre nach der Fertigstellung hinzugefügt. |      |
| St. Christoph                                        | VII. Liebenau ⊙    | Graz-Thondorf                 | Moderne                                                                                  | Durch die Bevölkerungszunahme nach der Errichtung der Grazer Puch-Werke wurde eine Kirche errichtet. Sie besitzt einen Grundriss in der Form eines Fisches. |      |
| St. Paul (Liebenau)                                  | VII. Liebenau ⊙    | Graz-St. Paul                 | Moderne                                                                                  | Neben dem Kirchengebäude steht die sogenannte Werktagskapelle, die nach dem Zweiten Weltkrieg als Notkirche errichtet wurde. |      |
| Barackenkirche Graz-Liebenau                         | VII. Liebenau ⊙    |                               | Moderne                                                                                  | Neben der alten Barackenkirche, die heute als sogenannte Werktagskapelle Verwendung findet und nach dem Zweiten Weltkrieg als Notkirche errichtet wurde, wurde die Pfarrkirche St. Paul errichtet. Sie war ursprünglich eine Baracke am Flughafen Graz-Thalerhof. |      |
| Erlöserkirche Liebenau                               | VII. Liebenau ⊙    |                               | Klassische Moderne                                                                       | Die Erlöserkirche in Liebenau ist eine evangelische Pfarrkirche. |      |
| St. Peter                                            | VIII. St. Peter ⊙  | Graz-St. Peter                | Barock                                                                                   | Die im 16. Jahrhundert erbaute Kirche von St. Peter wurde zwischen 1995 und 1997 wegen der Bevölkerungszunahme im gleichnamigen Bezirk erweitert. Sehenswert ist die Kanzel, die in der Stuccolustro-Technik gefertigt wurde. |      |
| Mater-Dolorosa-Kirche                                | VIII. St. Peter ⊙  |                               | Neogotik                                                                                 | Die Kirche zur Schmerzhaften Mutter steht direkt an der Stadtgrenze. Das Mariahilf-Gnadenbild wurde nach dem Vorbild Lucas Cranachs d. Ä. gestaltet. |      |
| St. Paul (Waltendorf)                                | IX. Waltendorf ⊙   | Graz-Waltendorf               | Moderne                                                                                  | St. Paul befindet sich in der Eisteichsiedlung, einer ehemaligen Satellitenstadt, und ist Teil des dortigen Pfarrzentrums. |      |
| Bruder-Klaus-Kirche                                  | X. Ries ⊙          | Graz-Ragnitz                  | Moderne                                                                                  | Aufgrund des Bevölkerungszuwachses durch die Siedlung Berliner Ring wurde ein Pfarrzentrum notwendig. Das Dach des Sakralbaus ist in der Form eines Zeltes gestaltet. Im frei stehenden Turm sind die Glocken sichtbar. |      |
| Basilika Mariatrost                                  | XI. Mariatrost ⊙   | Graz-Mariatrost               | Barock                                                                                   | Mariatrost zählt zu den bedeutendsten Marien-Wallfahrtsorten der Steiermark. Zwischenzeitlich wurden die nach den Josephinischen Reformen verlassenen Klostertrakte, welche die Basilika einschließen, als Stallgebäude verwendet. Die Wallfahrtskirche führt als eine von dreißig österreichischen Kirchen die Bezeichnung Basilica minor. |      |
| Mariagrüner Kirche                                   | XI. Mariatrost ⊙   |                               | Neoromanischer Bau mit barocker Innenausstattung                                         | Die Mariagrüner Kirche gilt als bedeutendste kirchliche Stiftung eines Bürgers der Stadt Graz. Louis Bonaparte, ein Bruder Napoleons, besuchte auf seinen Spaziergängen oftmals die Kirche. 1873 heiratete der steirische Schriftsteller Peter Rosegger seine erste Frau Anna Pichler in der Mariagrüner Kirche. Das Gotteshaus ist als Hochzeit- und Taufkirche überaus beliebt. |      |
| Maria Verkündigungskirche                            | XI. Mariatrost ⊙   | Graz-Kroisbach                | Moderne                                                                                  | Am Standort der Kirche befanden sich ein in vorchristliche Zeit zurückreichendes Quellheiligtum und später eine in der Barockzeit errichtete Kapelle. |      |
| St. Veit                                             | XII. Andritz ⊙     | Graz-St. Veit                 | Renaissance mit barocker Innenausstattung und Turm                                       | Der italienische Baumeister Domenico Sciassia hat auch die Wallfahrtskirche Mariazell errichtet. Ein Torbogen verbindet die Kirche mit dem Pfarrhof. |      |
| Kirche Heilige Familie                               | XII. Andritz ⊙     | Graz-Andritz                  | Moderne                                                                                  | Bevor der Kirchenbau realisiert werden konnte, musste die Gemeinde ihre Gottesdienste in der Landesschießstätte abhalten. Nach dem schweren Hochwasser von 2005 musste das Kirchengebäude ein Jahr lang renoviert werden. |      |
| St. Ulrich                                           | XII. Andritz ⊙     |                               | Barock                                                                                   | Neben der im Wald verborgenen Kirche befindet sich eine Quellgrotte. Bis zu den Josephinischen Reformen 1786 fanden regelmäßig Wallfahrten zum Quellheiligtum statt. Im frühen 20. Jahrhundert wurde eine Marienandachtsstätte nach dem Vorbild von Lourdes errichtet. |      |
| Evangelische Johanneskirche                          | XII. Andritz ⊙     |                               | Moderne                                                                                  | Die Johanneskirche in Andritz ist eine evangelische Pfarrkirche. |      |
| St. Anna                                             | XIII. Gösting ⊙    | Graz-Gösting                  | Moderne                                                                                  | Die erste Annakapelle befand sich in der Burgruine Gösting. Nach deren Brand war sie in den Räumlichkeiten des Barockschloss Neugösting integriert, bis die Kirche St. Anna aus dem Bau einer ehemaligen Außenstelle der Brauerei Puntigam entstand. |      |
| Burgkapelle Gösting                                  | XIII. Gösting ⊙    |                               |                                                                                          | Die Burgkapelle, der heiligen Anna geweiht, ist heute noch erhalten und gut von außen am Rundturm erkennbar. Sie gehört zum Dekanat Graz-Nord. In ihr werden nach wie vor Messen abgehalten. |      |
| Christkönigskirche (Raach)                           | XIII. Gösting ⊙    |                               | Moderne                                                                                  | Die 1964 erbaute Kirche ersetzte eine nach dem Zweiten Weltkrieg errichtete Baracken-Notkirche. |      |
| Kirche St. Johannes der Täufer                       | XIII. Gösting ⊙    |                               |                                                                                          | Bei dieser Kirche in der Wiener Straße handelt es sich um einen Sakralbau der koptisch-orthodoxen Gemeinde in Graz. |      |
| Vinzenzkirche                                        | XIV. Eggenberg ⊙   | Graz-St. Vinzenz              | Historismus im Baustil der Renaissance                                                   | Die Vinzenzkirche war der Mittelpunkt der zweiten Niederlassung des Ordens der Lazaristen in Graz. |      |
| Allerheiligenkirche                                  | XIV. Eggenberg ⊙   |                               | Spätgotik Barock                                                                         | Vor der Errichtung der Allerheiligenkirche nach der Stiftung von Peter von Graden im Jahr 1423 stand bereits ab dem 8. Jahrhundert ein Kirchenbau an dieser Stelle. |      |
| Schulschwesternkirche                                | XIV. Eggenberg ⊙   |                               | Moderne, Kern Ende 19. Jahrhundert                                                       | Die Kirche ist Teil des Klosters der Franziskanerinnen von der Unbefleckten Empfängnis. Im Konvent sind mehrere Schultypen in Form einer Privatschule untergebracht. Die Pläne zur Neugestaltung der Kirche stammen von Günther Domenig. |      |
| Christuskirche                                       | XIV. Eggenberg ⊙   |                               | Moderne                                                                                  | Die Christuskirche in Eggenberg ist eine evangelische Pfarrkirche. |      |
| Vierzehn-Nothelfer-Kirche                            | XIV. Eggenberg ⊙   |                               | Barock                                                                                   | Die Vierzehn-Nothelfer-Kirche ist die Krankenhauskirche des Spitals der Barmherzigen Brüder in Graz-Eggenberg. Sie besitzt ein in der Steiermark sehr seltenes Patrozinium der Vierzehn Nothelfer. |      |
| Schutzengelkirche                                    | XIV. Eggenberg ⊙   | Graz-Hl. Schutzengel          | Moderne                                                                                  | Neben der in den 1990er Jahren erbauten Schutzengelkirche, welche der jüngste katholische Grazer Kirchenbau ist, steht eine im Jahr 1931 errichtete Notkirche. |      |
| Christkönigskirche                                   | XV. Wetzelsdorf ⊙  | Graz-Christkönig              | Moderne                                                                                  | Das Pfarrzentrum mit der Kirche, das von 1957 bis 1959 errichtet wurde, war eines der ersten in der Nachkriegszeit errichteten der Stadt Graz. |      |
| St. Johann und Paul                                  | XV. Wetzelsdorf ⊙  |                               | Spätrenaissance                                                                          | Neben der kleinen Wallfahrtskirche, die sich bis 1996 im Besitz des Stiftes Admont befand, wurden im Jahr 2004 von Archäologen Siedlungsreste aus der Jungsteinzeit freigelegt. Bei der um 3500 v. Chr. errichteten Anlage handelt es sich um die ältesten Wohnhäuser der Steiermark. |      |
| Kirche Maria im Elend                                | XVI. Straßgang ⊙   | Graz-Straßgang                | Romanik, Gotik Barock, Neugotik                                                          | Die Pfarre in Straßgang zählt zu den ältesten Pfarrgründungen der Steiermark. Das Kirchengebäude, das durch seine prominente Position weithin sichtbar ist, wird durch die Mischung verschiedener Stilepochen geprägt. Bereits das Volk der Aribonen war im Besitz der Georgskirche, der Vorgängerkirche von Maria Elend. |      |
| Elisabethkirche                                      | XVI. Straßgang ⊙   | Graz-St. Elisabeth            | Moderne                                                                                  | Die Elisabethpfarre ist die jüngste Pfarrgründung auf Grazer Boden. |      |
| Florianikirche                                       | XVI. Straßgang ⊙   |                               | Barock                                                                                   | Erzherzogin Maria Anna von Bayern stiftete den Bau der kleinen Kirche. Besondere Bekanntheit erlangte sie 1670 nach dem Brand im Grazer Sack, nach dessen Löschung die Grazer Bürger eine jährliche Wallfahrt zur Florianikirche gelobten. |      |
| Schlosskirche St. Martin                             | XVI. Straßgang ⊙   |                               | Barock                                                                                   | Die Schlosskirche St. Martin steht neben dem gleichnamigen Schloss. Sie zählt zu den ältesten Grazer Kirchengründungen. Erwähnenswert ist der Hochaltar vom Künstler Josef Stammel. |      |
| Rupertikirche (Straßgang)                            | XVI. Straßgang ⊙   |                               | Frühromanischer Kern und barocke Innenausstattung                                        | Die Kirche wurde 1354 erstmals urkundlich erwähnt. Sie ist eine der ältesten Sakralbauten in Graz. |      |
| Anstaltskirche Hl. Kreuz im LKH Graz II Standort Süd | XVI. Straßgang ⊙   | Graz-St. Elisabeth in Webling | Neoromanik Neogotik                                                                      | Der Sakralbau ist die Anstaltskirche des LKH Graz II Standort Süd und steht auf dessen Gelände. |      |
| Hl. Jungfrau Maria hl. starker Anba Moses            | XVII. Puntigam ⊙   |                               |                                                                                          | Bei dieser Kirche handelt es sich um einen Sakralbau der koptisch-orthodoxen Gemeinde in Graz |      |
| St. Leopold                                          | XVII. Puntigam ⊙   | Graz-Puntigam                 | Moderne                                                                                  | St. Leopold wurde 1967 erbaut. Das Gotteshaus ist Teil des Gemeindezentrums. |      |

## Ehemalige Kirchengebäude (Auswahl)
| Name                                        | Bezirk            | Momentane Verwendung                                     | Baustil | Besonderheiten | Bild |
| ------------------------------------------- | ----------------- | -------------------------------------------------------- | ------- | --- | ---- |
| Karmeliterkirche zum hl. Joseph             | I. Innere Stadt ⊙ | Steiermärkisches Landesarchiv                            | Barock  | Das Kloster wurde nach den Plänen Domenico Torres für Erzherzog Ferdinand von 1628 bis 1631 erbaut. Im Zuge der josephinischen Reformen wurde das Kloster 1783 profaniert und der Turm der Kirche zum heiligen Joseph abgetragen. Nach der Klosterschließung fand das Gebäude bis 1918 als Garnisonsspital, später als Landesgendarmeriekommando und schließlich als Landesarchiv Verwendung. |      |
| Ehemalige Karmelitinnenkirche zum hl. Josef | I. Innere Stadt ⊙ | Kirche und Kloster sind abgebrochen, Gebäude der Graz AG |         | Die Kirche an der Ecke Andreas-Hofer-Platz/Neutorgasse wurde 1934 abgebrochen. Teile der Innenausstattung befinden sich in anderen Grazer Kirchen und Museen. |      |